# Sannazzaro de' Burgondi
Sannazzaro de' Burgondi (Sän Näzà in dialetto lomellino) è un comune italiano di 5 146 abitanti della provincia di Pavia in Lombardia.
Si trova nella bassa Lomellina, ai margini del terrazzo che domina la valle alluvionale del Po, presso la riva sinistra del fiume e vicino alla sua confluenza con il torrente Agogna.

## Storia
Sannazzaro si trova citato attorno al 1000 come cella Sancti Nazari, per cui si può ritenere che abbia tratto origine da un piccolo insediamento monastico. Da qui provenne la potente famiglia Sannazzaro, forse in origine sotto l'alta signoria dei conti palatini di Lomello. La potenza dei Sannazzaro si manifestò soprattutto nell'Oltrepò Pavese e nel Monferrato; tuttavia alcuni rami della famiglia rimasero nel luogo d'origine, che governarono in consorzio tra loro e con altri nobili locali (Marazzi, Glaroli). Il nome Burgondi, che corrisponde al moderno cognome Bergonzi, potrebbe derivare da un ramo degli stessi Sannazzaro (Burgondo, ovvero Bergonzo, era nel XII secolo il nome di uno dei quattro capostipiti della famiglia).
Nel 1466 il duca di Milano investì di Sannazzaro Giacomo Malaspina, marchese sovrano di Massa, e da lui passò al figlio Francesco, iniziatore della linea dei marchesi di Sannazzaro, cittadini di Pavia, la cui signoria durò fino all'abolizione del feudalesimo (1797). Il marchesato di Sannazzaro comprendeva anche Scaldasole, Pieve Albignola, Ferrera Erbognone e Alagna. Sannazzaro, seguendo le sorti della Lomellina, passò ai Savoia nel 1713 (da qui il nome della frazione Balossa Savoia, attuale Savasini, contrapposto al vicino Balossa Bigli che per il momento rimaneva, con l'Oltrepò cui apparteneva, all'Austria). Attorno al 1600 una violenta piena del Po distrusse in gran parte il paese, che si raccolse in posizione più difesa, sulla costa ovvero al margine del terrazzo alluvionale. Nel 1863, con regio decreto, il comune prese ufficialmente il nome di Sannazzaro de' Burgondi.
Fin dall'ultimo decennio del XIX secolo era stata impiantata a Sannazzaro una piccola centrale elettrica, cosicché il paese fu il primo comune della Provincia di Pavia ad avere una completa illuminazione elettrica delle vie. Nel 1963 iniziò a funzionare la grande raffineria dell'AGIP (prima chiamata Raffineria del Po e ora Agip Raffinazione), che contribuì a trasformare il carattere prevalente dell'economia della cittadina da agricolo a industriale.

### Simboli
Lo stemma e il gonfalone sono stati concessi con DPR del 4 giugno 1987.
Lo scaccato è ripreso dall'arma dei Sannazaro (scaccato d'oro e di rosso), affiancato dall'emblema dei marchesi Bergonzi (d'azzurro, alla fascia di rosso, accompagnata da tre mezzelune montanti d'argento, due in capo e una in punta).
Lo stemma attuale sostituisce uno precedente, in uso nel 1783, costituito da una croce d'argento in campo rosso. Nel XV secolo il comune usava un sigillo con il biscione visconteo accostato dalle lettere S e N.
Il gonfalone è un drappo partito di azzurro e di rosso.

## Società
All'inizio del XX secolo Sannazzaro, come il resto della Lomellina, fa da sfondo alle lotte contadine dei braccianti stagionali impegnati nella coltivazione del riso. Le lotte di inizio secolo erano portate avanti dalle leghe contadine che dal 1919 al 1920 (biennio rosso) organizzarono numerose rivolte. Per contrapporsi a questo movimento, nacquero anche a Sannazzaro i Fasci italiani di combattimento, che con la violenza si opposero alle rivolte contadine.
Nel dopoguerra nascono diverse attività, alcune viterie, aziende di produzione di macchine agricole. Una realtà, quella di Sannazzaro, simile in tutto e per tutto ad altri centri lomellini. Il cambiamento avviene a partire dai primi anni '60, generando quella situazione di specificità che ancora oggi differenzia Sannazzaro dal resto della Lomellina.
La società sannazzarese ha subito a partire dagli anni sessanta una rapida trasformazione.
Origine del cambiamento è stata la decisione di attivare in loco la grande raffineria AGIP.
Questo evento ha comportato un rapido incremento della popolazione grazie all'arrivo di molti lavoratori interessati dalle attività facenti capo alla raffineria.
La trasformazione ha avuto quindi i suoi principali effetti sulla composizione della popolazione, che risulta molto più variegata che negli altri comuni della Lomellina, e sulla centralità della raffineria nella vita del paese. Del resto, mentre in altre realtà di maggiori dimensioni l'arrivo di una grande industria è stata assorbita da un tessuto sociale già predisposto, a Sannazzaro, paese prevalentemente agricolo, l'installazione della raffineria è stata vissuta in modo traumatico.
Attualmente Sannazzaro non è quindi più un tipico centro lomellino agricolo, ma non è ancora una cittadina compiuta, in quanto non ha saputo sviluppare completamente i servizi e le strutture come per l'appunto in altre realtà di maggiori dimensioni.
Questo stato di limbo provoca indubbiamente un certo malessere tra la popolazione che ha chiari quali siano gli svantaggi in termini ambientali e sociali derivanti dalla presenza di Eni, ma non ha ancora potuto beneficiare completamente dei vantaggi in termini di servizi e infrastrutture.

### Evoluzione demografica
Abitanti censiti

### Istituzioni, enti e associazioni
A Sannazzaro particolare valenza riveste l'attività associativa che può contare su decine di associazioni sociali e culturali.
Tra le principali: Croce d'Oro, il Gruppo Lomellino di Primo Intervento (Protezione civile), la sezione comunale Avis, la Corale Vivaldi, la Corale Parrocchiale, l'Associazione Culturale Corale Polifonica "Cieli Immensi", la Banda Iris, Genitori Insieme, la Pro Loco, il Gruppo Alpini, la sezione Aido, Operazione InGrandiMenti, Legambiente.
Anche le associazioni sportive sono numerose: Team Volley (pallavolo femminile), Virtus Lomellina (Calcio), il Baseball Club Sannazzaro e altre. Quasi tutte le associazioni sono ospitate all'interno del Centro Polifunzionale Mattei, in via Marconi.
Il Pensionato sannazzarese fornisce ospitalità ad oltre 60 anziani di Sannazzaro e dintorni. Il Centro diurno per disabili, gestito dal Comune, offre ospitalità ad una ventina di giovani e adulti disabili e rappresenta una delle poche strutture allo scopo esistenti in Lomellina.

## Cultura
La realtà culturale sannazzarese fa perno sulla locale Biblioteca civica "Carlo Tacconi". La biblioteca, facente parte del Sistema bibliotecario Lomellino oltre alla tradizionale attività di prestito libri, ospita nei suoi locali convegni e mostre. Vengono organizzati corsi di lingua, di informatica di base e si organizzano gite culturali verso mostre e musei.
L'associazione Corale Antonio Vivaldi, è da decenni una conosciuta e consolidata realtà, avendo eseguito in Italia ed all'estero centinaia fra concerti ed opere liriche rappresentate in forma scenica; costituendo parallelamente un importante punto di riferimento culturale e sociale per il territorio sannazzarese, coinvolgendo attivamente ogni anno oltre un centinaio di persone, dai semplici appassionati agli artisti affermati, attraverso una scuola di musica, un coro giovanile, un coro polifonico, un'orchestra da camera, un Concorso Lirico Internazionale, l'allestimento di Opere Liriche in forma scenica.

### Eventi
Sono tre le principali manifestazioni che si svolgono in paese ogni anno: la Sagra del riso, che ha luogo nel mese di giugno ed il Settembre sannazzarese, variegata rassegna d'arte sport spettacolo e cultura.
Nell'ambito di quest'ultima, particolare rilevanza ha assunto negli ultimi anni la manifestazione culturale, sportiva e gastronomica "Il Fiume, Tre Torrenti, La Lomellina", che nel corso del week-end vede impegnati ben 8 comuni del territorio, proponendo mostre, percorsi tra i castelli e le cascine della zona e per finire la cena tipica pavese che vede protagoniste tutte le confraternite eno-gastronomiche della provincia.

## Economia

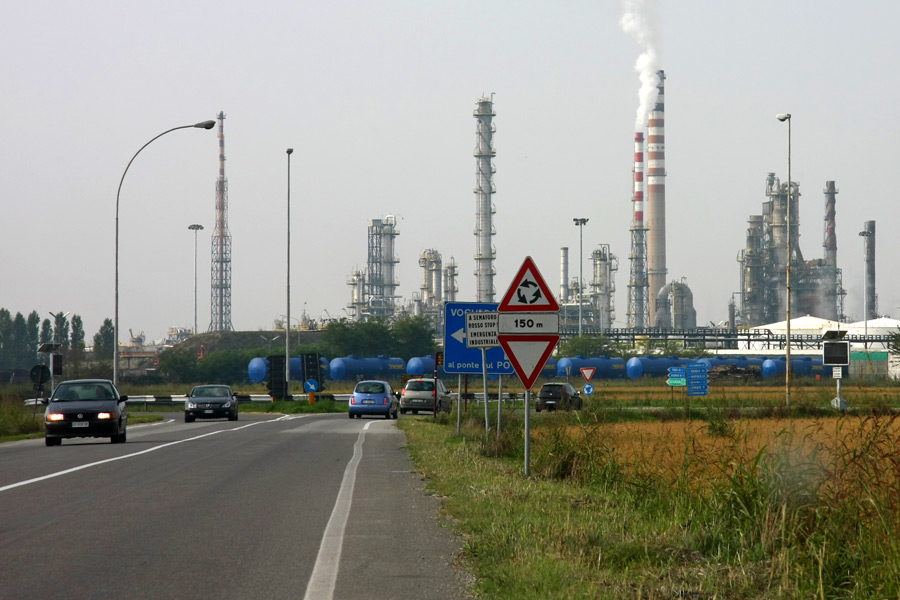
La raffineria Eni, alle porte dell'abitato

Sannazzaro, al centro di quella che viene definita l'area sannazzarese, rappresenta il principale polo produttivo dell'intera bassa Lomellina disponendo anche di servizi che sono utilizzati anche dalle popolazioni dei paesi limitrofi.
Un tempo centro di rilevanza nazionale per la produzione delle viti (in ferro e in legno) e per la nutrita presenza di maglifici, attualmente la maggior parte delle attività produttive fanno perno intorno alla presenza di una delle più importanti raffinerie d'Italia, di proprietà del gruppo Eni. Situata al centro del triangolo Milano-Torino-Genova, soddisfa il fabbisogno di prodotti petroliferi di gran parte del nord-ovest d'Italia.
La presenza della raffineria, alla quale si è aggiunta dal 2006 una centrale per la produzione di energia elettrica a ciclo combinato presente sul territorio del vicino comune di Ferrera Erbognone, ha orientato progressivamente sempre di più l'economia della zona a supporto delle attività della multinazionale energetica. Sono diverse infatti le aziende della zona che lavorano nell'indotto. Dal 2007 è stato attivato anche un master universitario di 1º livello per ingegneri neolaureati, organizzato da Eni, Università di Pavia e comune di Sannazzaro.

Il 1º dicembre 2016 l'impianto è stato coinvolto in un incidente industriale.
Un'altra realtà economica particolarmente rilevante in paese è rappresentata dalla presenza delle cooperative che dalla fine degli anni ottanta forniscono servizi in ambito sociale ed educativo.
Settore particolarmente sviluppato è quello dell'edilizia, con numerose imprese edili ed alcuni attività di commercio di materiale edile.
Infine, da non dimenticare, l'attività agricola con coltivazione principalmente di riso e mais.

## Amministrazione

### Gemellaggi
- Százhalombatta